# Sten Wahlström
Sten Karl Johan Wahlström, född 16 november 1930 i Oscar Fredriks församling i Göteborg, död 3 april 2023 i Karlstad, var en svensk civilingenjör, radioproducent och ornitolog.

## Biografi
Wahlström var producent vid Sveriges Radios redaktion för vetenskap och forskning med program inom områdena naturvetenskap och teknik. Han låg bakom de flesta av Sveriges radios pausfåglar och var under lång tid verksam med inspelning av fågelljud ute i naturen.
Wahlströms arkiv med fågelinspelningar har byggts upp under flera decennier och innehåller alla i Sverige förekommande arter. 197 arters läten är samlade på en dubbel-CD, utgiven av Naturskyddsföreningen.